# Вантаа
Ва̀нтаа (на фински: Vantaa, на шведски: Vanda – Ванда) е град и община във Финландия, провинция Южна Финландия, област Уусимаа.
Придобива статут на град през 1972 г.

## География
Разположен е на едноименната река Вантаа, граничи от север със столицата Хелзинки. Населението му е 198 351 души по данни от преброяването през 2010 г.
Известен е с международното летище Хелзинки-Вантаа, което обслужва и столицата.